# Журжинцы
Жу́ржинцы (укр. Журжинці) — село в Лысянском районе Черкасской области Украины.
Население по переписи 2001 года составляло 946 человек. Почтовый индекс — 19321. Телефонный код — 4749.

## Местный совет
19321, Черкасская обл., Лысянский р-н, с. Журжинцы

## История
17 февраля 1944 г. около с. Журжинцы Лысянского района Черкасской области проходили жестокие бои. Звание Героя Советского Союза в этих боях получили
артиллерист Шайхутдинов, Гимай Фасхутдинович, танкист Абрамцев Сергей Павлович (посмертно).